# Malingsbo socken
Malingsbo socken ligger i Dalarna och är sedan 1974 en del av Smedjebackens kommun, från 2016 inom Söderbärke distrikt.
Socknens areal var den 1 januari 1961 136,60 kvadratkilometer, varav 125,00 land. 31 december 1970 hade socknen 252 invånare. Kyrkbyn Malingsbo med sockenkyrkan Malingsbo kyrka ligger i socknen.  

## Administrativ historik
Malingsbo socken bildades 1708 genom en utbrytning ur Söderbärke socken.
Vid kommunreformen 1862 övergick socknens ansvar för de kyrkliga frågorna till Malingsbo församling och för de borgerliga frågorna till Malingsbo landskommun. Landskommunen inkorporerades 1952 i Söderbärke landskommun som 1974 uppgick i Smedjebackens kommun. Församlingen uppgick 1970 i Söderbärke församling. 1 januari 1963 överfördes ett område kring Malingsbo-Kloten med 3 invånare och en areal på 2,01 kvadratkilometer land från Malingsbo socken till Ramsbergs socken där området samtidigt bytte länstillhörighet.
1 januari 2016 inrättades distriktet Söderbärke, med samma omfattning som Söderbärke församling hade 1999/2000 och fick 1970, och vari detta sockenområde ingår.
Socknen har tillhört fögderier, tingslag och domsagor enligt vad som beskrivs i artikeln Dalarna. De indelta soldaterna tillhörde Västmanlands regemente och Bergslags kompani.

## Geografi
Malingsbo socken ligger kring Övra Malingsbosjön och Nedra Malingsbosjön. Socknen är en sjörik kuperad skogsbygd med höjder som i väster når 369 meter över havet.

## Fornlämningar
Enstaka lösfynd från stenåldern är funna.

## Namnet
Namnet (1459 Malungxbodom) kommer från ett äldre namn på Malingsbosjön, Malunger bildat till mal, sand, grus eller småsten (på stranden)'. Efterleden bod syftar troligen på fäbodar.

## Befolkningsutveckling
| Befolkningsutvecklingen i Malingsbo socken 1810–1960                                                     | Befolkningsutvecklingen i Malingsbo socken 1810–1960 | Befolkningsutvecklingen i Malingsbo socken 1810–1960 | Befolkningsutvecklingen i Malingsbo socken 1810–1960 | Befolkningsutvecklingen i Malingsbo socken 1810–1960 |
| --- | ---------------------------------------------------- | ---------------------------------------------------- | ---------------------------------------------------- | ---------------------------------------------------- |
| |                                                      |                                                      |                                                      |                                                      |
| År |                                                      |                                                      | Folkmängd                                            |                                                      |
| 1810 | 1810                                                 |                                                      | 679                                                  |                                                      |
| 1820 | 1820                                                 |                                                      | 663                                                  |                                                      |
| 1830 | 1830                                                 |                                                      | 712                                                  |                                                      |
| 1840 | 1840                                                 |                                                      | 710                                                  |                                                      |
| 1850 | 1850                                                 |                                                      | 800                                                  |                                                      |
| 1860 | 1860                                                 |                                                      | 812                                                  |                                                      |
| 1870 | 1870                                                 |                                                      | 906                                                  |                                                      |
| 1880 | 1880                                                 |                                                      | 1 029                                                |                                                      |
| 1890 | 1890                                                 |                                                      | 933                                                  |                                                      |
| 1900 | 1900                                                 |                                                      | 706                                                  |                                                      |
| 1910 | 1910                                                 |                                                      | 669                                                  |                                                      |
| 1920 | 1920                                                 |                                                      | 649                                                  |                                                      |
| 1930 | 1930                                                 |                                                      | 618                                                  |                                                      |
| 1940 | 1940                                                 |                                                      | 470                                                  |                                                      |
| 1950 | 1950                                                 |                                                      | 406                                                  |                                                      |
| 1960 | 1960                                                 |                                                      | 377                                                  |                                                      |
| Anm: Källor: Umeå universitet - Tabellverket 1749-1859, Demografiska databasen, CEDAR, Umeå universitet. |                                                      |                                                      |                                                      |                                                      |